# Andrzej Wyrobisz
Andrzej Wyrobisz (ur. 10 listopada 1931 w Krakowie, zm. 15 października 2018 w Warszawie) – polski historyk, badacz epoki nowożytnej, autor ponad 450 prac naukowych poświęconych problematyce dziejów gospodarki, społeczeństwa, kultury i sztuki.

## Życiorys
Urodził się w Krakowie, w inteligenckiej rodzinie Stanisława (1903–1979), prawnika, ekonomisty, i Janiny z Tarnowiczów (1903–1981). Przed wybuchem II wojny światowej przeniósł się z rodziną do Warszawy, gdzie ukończył szkołę powszechną. Po powstaniu warszawskim uczęszczał do Gimnazjum im. Jana Sobieskiego w Krakowie.
W 1950 zdał maturę w liceum im. Stanisława Staszica w Warszawie. Absolwent Instytutu Historycznego UW – 15 lutego 1955 obronił pracę magisterską. Doktorat 1961 w Instytucie Historii Kultury Materialnej PAN pod kierunkiem Mariana Małowista, habilitacja tamże w 1968. Profesor nadzwyczajny – 1978, profesor zwyczajny – 1995. Wicedyrektor Instytutu Historycznego UW w latach 1976–1978. Zatrudniony w Instytucie Historii Kultury Materialnej w latach 1955–1969. Pierwszy kierownik Zakładu Historycznego Filii UW w Białymstoku (1969–1975), dziekan Wydziału Humanistycznego Filii UW w Białymstoku (1969–1975, 1981–1982, 1984–1985), dyrektor Instytutu Historycznego Filii UW w Białymstoku (od 1980). Profesor w Instytucie Historii Sztuki UW (od 1996). Visiting professor: University of Illinois, Urbana-Champaign (USA) w 1976 oraz University of Notre Dame (USA) w latach 1989–1990. Członek Rady Redakcyjnej a następnie redaktor naczelny „Przeglądu Historycznego” w latach 1993–2003.
Zmarł 15 października 2018 w Warszawie, pochowany 22 października 2018 na cmentarzu Powązkowskim (kwatera 295-6-28,29).

## Ordery i odznaczenia
- Krzyż Komandorski Orderu Odrodzenia Polski (30 października 1998)[7]
- Złota Odznaka honorowa Zasłużony Białostocczyźnie (1998)[2]